# Elterngeld
Het Elterngeld (Nederlands: ouderschapsgeld) is een inkomensvoorziening (transferbetaling) uit Duitsland voor ouders met jonge kinderen die (gedeeltelijk) stoppen met werken om hun kind op te voeden. Ouders die minder dan 30 uur per week werken, komen in aanmerking voor Elterngeld. Ook ouders die voor de geboorte geen betaalde baan hadden, hebben recht op Elterngeld. Vanaf de dag van de geboorte van een kind, heeft een ouder recht op minimaal twee maanden lang en maximaal twaalf maanden lang Elterngeld. Indien beide ouders van deze regeling gebruik maken, hebben de ouders gezamenlijk recht op 14 maanden Elterngeld. Ook alleenstaande ouders kunnen de volle 14 maanden van de voorziening gebruik maken als ze tijdelijk hun baan opgeven om voor het kind te zorgen. Het Elterngeld is ongeveer 67% van het laatst verdiende nettoloon. Het Elterngeld is altijd ten minste € 300 en is nooit meer dan € 1.800 per maand.
Het Elterngeld is ingevoerd in 2007. Het Elterngeld wordt gefinancierd door de federale regering uit de algemene belastingmiddelen. In 2015 was de Duitse regering € 5.850.000.000 kwijt aan Elterngeld.

## Geschiedenis
Tot de hervorming van het Duitse ouderschapsverlof in 2007 kregen ouders die thuisbleven om voor hun kinderen te zorgen, per kind drie jaar lang een vaste financiële bijdrage van 300 euro per maand. Deze maatregel werd bekritiseerd vanwege de nadelige gevolgen voor de arbeidsparticipatie van vrouwen. Aanleiding om de maatregel te herzien was de dalende fertiliteit en de lage arbeidsparticipatie van vrouwen.

## Rechthebbende
Overeenkomstig § 1 lid 1 van het Bundeselterngeld‑ und Elternzeitgesetz (Duitse bondswet inzake ouderschapsgeld en ouderschapsverlof; hierna: „BEEG”) heeft eenieder recht op Elterngeld, die:

1. zijn woonplaats of zijn normale verblijfplaats in Duitsland heeft; en

2. met zijn kind in dezelfde huishouding leeft; en

3. het kind verzorgt en opvoedt; en

4. geen of geen voltijdse beroepsactiviteit uitoefent.
Onder specifieke voorwaarden (§ 1 Abs. 2 bis 7 BEEG) kunnen ook andere personen aanspraak maken op Elterngeld.

### Buitenlandse ouders
Ouders die uit een staat van de Europese Unie of uit IJsland, Liechtenstein, Noorwegen of Zwitserland komen, kunnen in Duitsland in de regel Elterngeld ontvangen, wanneer zij in Duitsland wonen of werken. Met werken wordt bedoeld dat de ouder in Duitsland verzekeringsplichtig moet zijn voor de sociale verzekeringen (indien een persoon meer dan 75% van zijn tijd in Duitsland werkt en niet wordt gedetacheerd zal deze persoon in de regel in Duitsland sociaal verzekeringsplichtig zijn). Ouders die in Nederland wonen en in Duitsland werken hebben dus dikwijls recht op Elterngeld.
Ook personen die een duurzame verblijfsvergunning bezitten, hebben recht op Elterngeld.

#### Wonen in Nederland, werken in Duitsland

##### Beide ouders werken in Duitsland
Als beide ouders in Nederland wonen en in Duitsland sociaal verzekerd zijn (werken), hebben zij recht op het Duitse Elterngeld. Het Duitse Elterngeld wordt in Duitsland belast, waar het een netto-uitkering is (tot 1 januari 2023 werd het Elterngeld in Nederland progressief belast).

##### Eén ouder is werkzaam in Duitsland & de andere ouder werkt in Nederland
Indien één van beide ouders in Nederland sociaal verzekerd is (werkt) en de andere ouder in Duitsland sociaal verzekerd is (werkt), dan hebben de ouders recht op het Duitse Elterngeld. De ouder die in Duitsland werkt heeft namelijk recht op het Duitse Elterngeld, dat bestemd is voor het gezin, dus voor beide ouders. Er bestond in Nederland tot 2 augustus 2022, geen met het Elterngeld vergelijkbare voorziening. Voor het Elterngeld gold/geldt dat dit daarom ook uitbetaald kan worden aan de in Nederland werkende partner van de grensarbeider. Er moet dan wel voldaan worden aan de Duitse voorwaarden. Het Elterngeld wordt niet verminderd met een Nederlandse gezinsuitkering. Ontvangt de grensarbeider het Elterngeld, dan wordt dat in Duitsland belast (tot 1 januari 2023 werd het Elterngeld in Nederland belast). Wordt het Elterngeld uitbetaald aan de in Nederland (gedeeltelijk) werkende ouder, dan wordt het Elterngeld tevens in Duitsland belast en onderworpen aan de Duitse premieheffing.
Vanaf 2 augustus 2022 wordt in Nederland 2 maanden wettelijk betaald ouderschapsverlof ingevoerd. Dit is een vergelijkbare voorziening als het Duitse Elterngeld. Wat hiervan de gevolgen zijn voor het uitbetalen van Elterngeld aan de in Nederland werkende partner van de grensarbeider is nog onbekend.

##### Eén ouder is werkzaam in Duitsland & de andere ouder werkt niet
Wanneer een van beide ouders in Duitsland sociaal verzekerd is (werkt) en de andere ouder werkt niet en/of is niet sociaal verzekerd (zgn. alleenverdienerssituatie), dan hebben de ouders recht op het Duitse Elterngeld. De verordening 883/2004 bepaald dat het gezin bij voorrang recht heeft op het Duitse Elterngeld. De niet-werkende ouder, die in Nederland sociaal verzekerd is en blijft, heeft aanspraak op € 300 Elterngeld per maand. Als de grensarbeider of zijn partner Elterngeld ontvangt, dan wordt dit belast in Duitsland (tot 1 januari 2023 werd het Elterngeld in Nederland belast).

#### Wonen in Duitsland, werken in Nederland
Als beide ouders in Duitsland wonen en in Nederland sociaal verzekerd zijn (werken), hebben zij recht op het Duitse Elterngeld omdat er geen wettelijk betaald ouderschapsverlof bestaat in Nederland. Indien er in Nederland wel een vorm van betaald ouderschapsverlof zou bestaan, dan zou Nederland met voorrang moeten uitkeren met een eventuele aanvulling van het Duitse Elterngeld (indien deze uitkering hoger is).

## Uitkeringsperiode en -duur
Elterngeld wordt uitbetaald aan de hand van levensmaanden van het kind en niet aan de hand van kalendermaanden. Is een kind bijvoorbeeld op 27 juli geboren, dan loopt de aanspraakmaand van 27 juli t/m 26 augustus, de tweede maand van 27 augustus tot 26 september, de derde maand van 27 september tot 26 oktober, tot maximaal de veertiende aanspraakmaand van 27 augustus tot 26 september van het volgende jaar. 
Inkomsten gedurende een levensmaand waarop aanspraak bestaat op Elterngeld, worden verrekend met het Elterngeld. Het Elterngeld wordt ofwel verlaagd met het volledige bedrag van de inkomsten (salarisvervangende uitkeringen zoals Mutterschaftgeld) of de inkomsten worden naar rato uit arbeid in mindering gebracht (zie onderstaande lijst).
- Elterngeld kan worden ontvangen vanaf de geboortedag tot de veertiende levensmaand van het kind. Wanneer voor de opvoeding van het kind twee ouders beschikbaar zijn, dan kan één ouder het “Elterngeld” voor niet meer dan 12 maanden aanvragen. De tweede ouder kan voor nog eens twee maanden voor deze toelage in aanmerking komen indien deze ten behoeve van de opvoeding van het kind voor een periode twee maanden geheel of gedeeltelijk afziet van een inkomen uit arbeid (ElterngeldPlus; vanaf 1 juli 2015). Alleenstaande ouders of opvoeders ontvangen het “Elterngeld” over de volledige periode van 14 maanden.
- Bij de aanvraag van het Elterngeld moet worden vermeld voor welke maanden het Elterngeld wordt aangevraagd. Het Elterngeld kan met terugwerkende kracht tot drie maanden terug worden uitbetaald. De in de aanvraag genomen beslissing kan tot het einde van de uitkeringsperiode eenmaal zonder reden worden gewijzigd.

### Flexibilisering en partnerbonus door ElterngeldPlus

#### ElterngeldPlus
Ouders met kinderen die geboren zijn vanaf 1 juli 2015 hebben recht op ElterngeldPlus. Ouders kunnen de uitkeringsperiode van het Elterngeld verlengen: één Elterngeldmaand kan worden omgezet naar twee ElterngeldPlus-maanden tegen een halvering van de maandelijkse uitkering. Het Elterngeld kan dus worden verlengd van maximaal 12 maanden per ouder naar maximaal 24 maanden per ouder. Het ElterngeldPlus maakt het ouders makkelijker om deeltijdarbeid en Elterngeld te combineren, tevens biedt het de ouders meer mogelijkheden om ook na de 14e levensmaand van het kind, de zorg voor het kind en hun beroep te combineren.
Ook voor zelfstandige, die dikwijls vroeg na de geboorte van het kind weer gaan werken, is het ElterngeldPlus attractief. Zij kunnen tot 30 uur per week werken en zodoende meer thuis zijn bij het kind en langer Elterngeld ontvangen.

#### Partnerbonus
Wanneer beide ouders (tijdelijk) gebruik maken van de Elterngeldregeling, ontvangen zij gezamenlijk 2 maanden extra Elterngeld. Met ElterngeldPlus kunnen ouders zelf 4 maanden extra uitkering ontvangen tegen een halvering van de uitkering. De ElterngeldPlus periode kan hiermee maximaal oplopen tot 28 maanden.
Met deze partnerbonus probeert de Duitse overheid te stimuleren dat ook vaders ouderschapsverlof opnemen. De moeder mag namelijk maximaal 12 maanden Elterngeld of 24 maanden ElterngeldPlus ontvangen. De partnerbonus kan pas volledig worden verzilverd, als de vader minimaal 2 maanden Elterngeld of 4 maanden ElterngeldPlus ontvangt.
Partners die de kinderzorg beide voor de helft delen worden benadeeld qua Elterngeld tegenover partners, waarbij een van beide de volledige zorg voor het kind op zich neemt en de ander voltijd werkt. Dit laat zich blijken uit enkele voorbeelden:
Bijvoorbeeld: verdienen beide ouders voor de geboorte van een kind meer dan de Versicherungspflichtgrenze (verzekeringsplichtgrens; 2019: € 60.750) en hebben zij zich vrijwillig wettelijk verzekerd, dan ontvangt de ouder die de volledige zorg van het kind op zich neemt, het maximum van € 1.800 per maand aan Elterngeld. De partner werkt bijvoorbeeld 40 uur per week.
Delen beide ouders de 40 uur werk per week, in de verhouding 20-20, bij een bruto-inkomen van € 2.401 per maand, dan bedraagt de gezamenlijke Elterngeld Plus uitkering slechts € 1.364 (€ 682 + €  682). Vanaf € 3.771 bruto-inkomen per ouder, bedraagt het Elterngeld Plus gezamenlijk slechts nog het minimum van € 300 (€ 150 + € 150). In het laatstgenoemde geval is de uitkering bij gedeelde zorg ook € 1.500 lager per maand, dan bij volledige zorg voor het kind door één ouder.
Blijft daarentegen een partner 100% thuis en de andere partner werkt 100% en het paar verwisseld de zorg/werk taken bijvoorbeeld na de helft van de uitkeringsperiode, dan krijgt het paar de volledige € 1.800 aan Elterngeld per maand en bij Elterngeld Plus, dubbel zo lang € 900 per maand.
Ouders kunnen tussen Elterngeld en ElterngeldPlus kiezen of beide combineren.
Steeds meer ouders vragen het ElterngeldPlus aan. Sinds de invoering ervan in 2015 is het aantal aanvragen verdubbeld. In het derde kwartaal van 2017 vroeg 28 procent van de Elterngeld-ontvangers ook de plus-variant aan.

## Hoogte
- Het Elterngeld is inkomensafhankelijk en bedraagt tussen de 65% en 100% van het laatstverdiende nettomaandloon, met een maximum van € 1.800 en minimum van € 300 per maand (§§ 2 ff. BEEG). De hoogte van het Elterngeld wordt bepaald aan de hand van het gemiddelde nettomaandloon van de 12 maanden voorafgaand aan de geboorte van het kind.

| Nettomaandloon       | Hoogte Elterngeld |
| -------------------- | --- |
| € 0 - € 1.000        | Per tranche van twee euro stijgt het percentage van 67% met 0,1 procentpunt tot de 100% is bereikt. Het Elterngeld bedraagt op grond van § 2, lid 4, eerste volzin, BEEG ten minste € 300 per maand, zelfs indien de rechthebbende voor de geboorte van het kind helemaal geen beroepsinkomsten genoot (§ 2, lid 4, tweede zin, BEEG). Gedurende de periode dat het minimumbedrag van € 300 wordt uitgekeerd, mag de rechthebbende geen voltijdse beroepsactiviteit uitoefenen. Indien in de Elternzeit (verlofperiode na de geboorte) het arbeidsinkomen €0 bedraagt en het laatstverdiende nettomaandloon ligt tussen de € 300 en € 340, dan bedraagt het Elterngeld, 100% van het nettomaandloon. |
| € 1.000 - € 1.200    | 67% van het nettomaandloon |
| € 1.200 - € 2.769,23 | Tot €1.200: 67% van het nettomaandloon, over het meerdere daalt het percentage met 0,1 procentpunt per tranche van twee euro, totdat het percentage van 65% is bereikt op € 1.240. Over het meerdere van € 1.240 bedraagt het percentage 65% van het nettomaandloon |
| > € 2.769,23         | € 1.800 (65% van € 2.769,23 = € 1.800; maximumwaarde) |

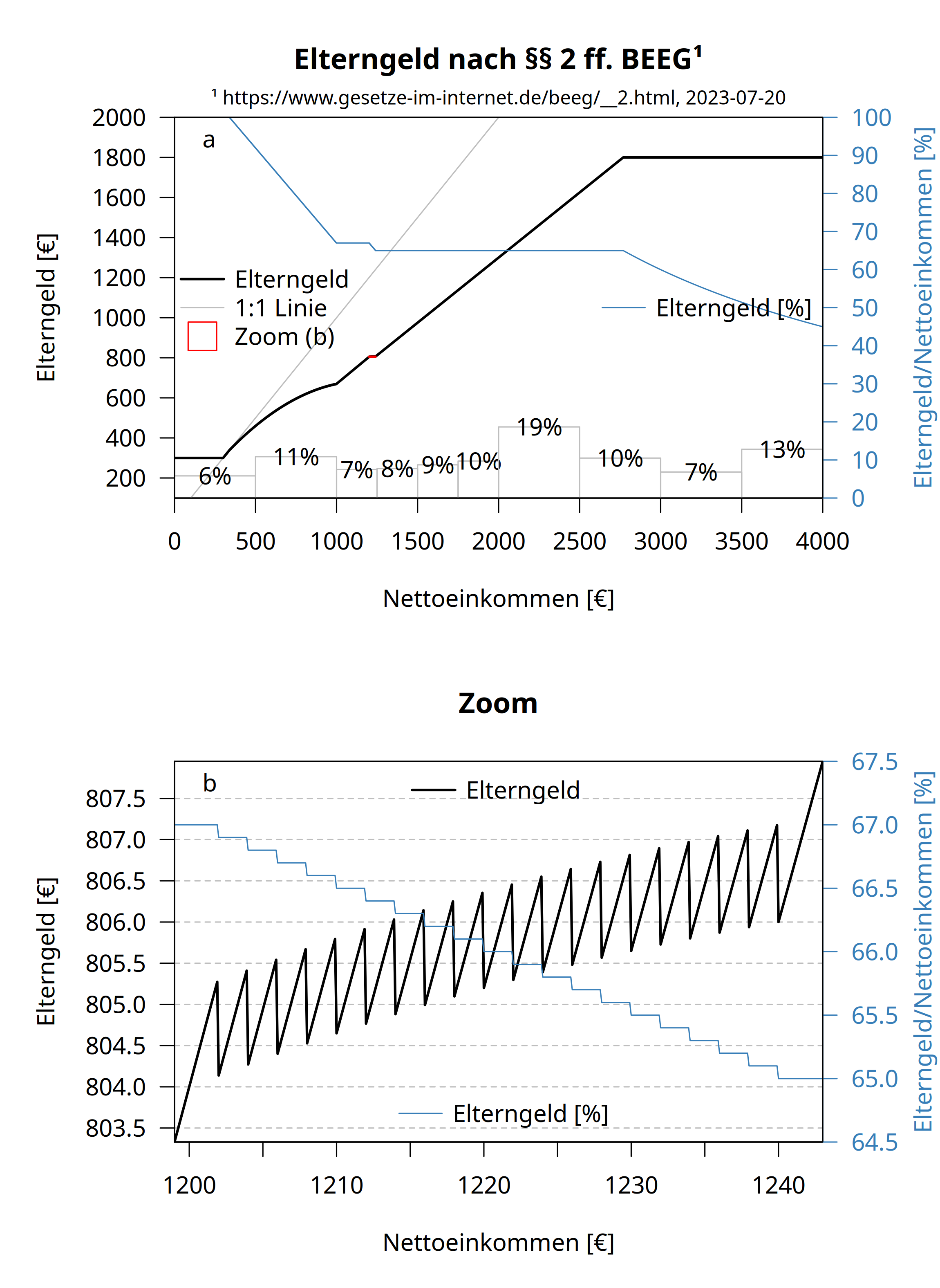
Hoogte Elterngeld per 21 augustus 2017

- Voor de berekening van een eventuele aanvulling ter zake van de ouderschapsuitkering uit een ander land mag bij de vergelijking alleen met het Elterngeld rekening worden gehouden en niet met het Duitse Kindergeld.[8]

## Belastbaarheid Elterngeld in Nederland
Het Duitse Elterngeld wordt in Nederland (progressief) belast. Het Elterngeld is in Duitsland als netto-uitkering aangewezen, maar door de toewijzing van de heffing aan het woonland "Nederland", is de uitkering toch belast geworden. In artikel 17 lid 1 en 2 van het belastingverdrag Nederland-Duitsland is namelijk bepaald dat sociale uitkeringen die in enig kalenderjaar de som van 15.000 euro niet te boven gaan, worden belast in het woonland. 
Op grond van de kenmerken van het Elterngeld, kan het Duitse Elterngeld niet worden aangemerkt als een buitenlandse uitkering die ingevolge artikel 3.104, onderdeel q, van de Wet IB 2001 naar aard en strekking overeenkomt met uitkeringen op grond van de Algemene Kinderbijslagwet. Ingevolge artikel 3.100, eerste lid, onderdeel a, en artikel 3.101, eerste lid, onderdeel a, van de Wet IB 2001 is het Duitse Elterngeld bij de genieter belast als belastbare publiekrechtelijke periodieke uitkering. Op grond van artikel 17 van het Verdrag met Duitsland, is het heffingsrecht over het Duitse Elterngeld dat wordt betaald aan een inwoner van Nederland toegewezen aan Nederland.
Dhr. Pieter Omtzigt van het CDA heeft over deze belastingheffing op 11 juni 2014 een motie.  ingediend in de Tweede Kamer. De overheid is echter niet tot een oplossing gekomen.
Op 27 september 2019 heeft het ministerie van Financiën een rapportage van fiscale knelpunten van grensarbeiders aangeboden aan de Tweede Kamer. Uit dit rapport blijkt dat er vanuit verschillende belangengroepen en vanuit het rapport van de Vereniging voor Belastingwetenschap kritiek is gekomen op het effect van de grens van € 15.000 op de uitkering van het Elterngeld. Het heffingsrecht over loon uit dienstbetrekking van grensarbeiders die in Nederland wonen en in Duitsland werken, wordt op grond van artikel 14 van het belastingverdrag NL-DE, in beginsel toegekend aan de werkstaat. Als grensarbeiders echter kortdurende socialezekerheidsuitkeringen ontvangen die samenhangen met het in Duitsland ontvangen loon en deze niet meer bedragen dan € 15.000 in enig kalenderjaar, wordt de belastingheffing daarentegen op basis van artikel 17 van datzelfde belastingverdrag, toegewezen aan de woonstaat. Het Elterngeld is in Duitsland een onbelaste uitkering. Doordat het belastingverdrag het heffingsrecht over deze uitkeringen onder bepaalde voorwaarden aan de woonstaat toewijst, kan de situatie ontstaan dat een in Duitsland onbelaste uitkering in Nederland leidt tot een belaste uitkering. Staatssecretaris van Financiën, Menno Snel heeft aangegeven te begrijpen dat dit als onredelijk wordt ervaren en heeft toegezegd om te onderzoeken of het belastingbedrag op dit punt kan worden aangepast. Op 17 december 2019 heeft Menno Snel gereageerd op vragen van de fractie van het CDA naar aanleiding van de rapportage fiscale knelpunten grensarbeiders 2019. De leden van de CDA-fractie hadden gevraagd of het voorkomen van een switch van belastingheffing van werk- naar woonstaat bij kortdurende socialezekerheidsuitkeringen, zoals Krankengeld en Elterngeld via een wijzigingsprotocol kan worden opgelost. De staatssecretaris heeft aangegeven dat een wijzigingsprotocol de meest aannemelijke oplossing zou zijn en dat de verdere mogelijkheden op dit punt met Duitsland worden onderzocht.
Op 7 april 2021 werd door het Ministerie van Buitenlandse Zaken, het wijzigingsprotocol van het belastingverdrag met Duitsland gepubliceerd, die op 24 maart 2021 is ondertekend door Nederland en Duitsland. In het wijzigingsprotocol is opgenomen dat het heffingsrecht over bepaalde kortdurende socialezekerheidsuitkeringen, zoals het Elterngeld en het Krankengeld, wordt aangepast. Op basis van het wijzigingsprotocol mag in alle gevallen het land dat de socialezekerheidsuitkering verstrekt, deze ook belasten (bronland), ongeacht de hoogte van de uitkering (artikel 17 verdrag). Het Elterngeld mag op basis van het wijzigingsprotocol dus in Duitsland belast worden. Door het wijzigingsprotocol wordt onder andere voorkomen dat Nederland belasting mag heffen over Duitse socialezekerheidsuitkeringen die in Duitsland zijn vrijgesteld. Het Elterngeld kan dus onbelast worden uitgekeerd aan in Nederland woonachtige uitkeringsgerechtigde. Tijdens de onderhandelingen bleek dat het Duitse ‘Elterngeld’ vanuit Duits perspectief niet als uitkering op basis van het (Duitse) socialezekerheidsstelsel wordt beschouwd en zonder nadere regeling in beginsel onder artikel 21 van het Verdrag (Overige inkomsten) zou vallen op grond waarvan het heffingsrecht zou zijn toegewezen aan de woonstaat (Nederland). Om die uitkomst te voorkomen, bepaalt het nieuwe artikel XIII, derde lid, van het Protocol bij het Verdrag dat (het nieuwe) artikel 17, derde lid, van het Verdrag van overeenkomstige toepassing is op het Duitse ‘Elterngeld’ .
Het wijzigingsprotocol is vervolgens op 1 november 2021 ter goedkeuring neergelegd bij de Nederlandse parlement, ook het Duitse parlement zal het protocol moeten goedkeuren. Op 25 november 2021 heeft de Tweede Kamer een schriftelijk overleg gevoerd over het wijzigingsprotocol, waarna op 1 december 2021 de schriftelijke beantwoording volgde door de Staatssecretaris van Financiën. Het wijzigingsprotocol is vervolgens stilzwijgend goedgekeurd door het Nederlandse parlement op 2 december 2021. Naar verwachting zullen de wijzigingen per 1 januari 2023 ingaan.

## Statistiek Elterngeld ontvangers
Van de in 2008 geboren kinderen hebben 96% van de moeders en 21% van de vaders Elternzeit aangevraagd. In 2012 maakte in Beieren 27 procent van de vaders gebruik van het Elterngeld, in Saarland daarentegen slechts 12 procent. In 2012 ontvingen vaders gemiddeld € 1.140 en moeders gemiddeld € 701 per maand. Dit verschil is te verklaren door het verschil in arbeidsparticipatie tussen mannen en vrouwen, 9 van de 10 mannen waren voor de geboorte werkzaam, terwijl 7 van de 10 vrouwen werkzaam waren voor de geboorte.
| Ontvangers | 2009    | 2010    | 2011    | 2012    | 2013    | 2017      | 2018      |
| ---------- | ------- | ------- | ------- | ------- | ------- | --------- | --------- |
| Moeders    | 630.906 | 642.572 | 623.454 | 640.084 | 657.033 | 1.350.000 | 1.400.000 |
| Vaders     | 153.141 | 167.659 | 176.719 | 194.275 | 217.545 | 410.000   | 433.000   |
| Totaal     | 784.047 | 810.231 | 800.173 | 834.359 | 874.578 | 1.760.000 | 1.833.000 |

Volgens een onderzoek heeft het Elterngeld voor een inkomensverbetering voor ouders met jonge kinderen gezorgd. Academische gezinnen, oudere ouders en ouders met één kind, profiteerde het meest. Zeer jonge ouders en alleenstaande ouders gingen er daarentegen op achteruit t.o.v. van de van 1986 tot 2006 geldende Erziehungsgeld regeling. In 2012 vroeg 28% van de vaders Elternzeit aan. De gemiddelde lengte van de Elternzeit bedroeg 3,3 maanden. Volgens een ander onderzoek steeg het aantal nieuwe moeders met een universitair diploma met 30%, na invoering van het Elterngeld. Bij de vrouwen met de hoogste inkomens steeg het aantal geboortes zelfs met 70%.
In 2017 ontvingen 1,35 miljoen moeders en 410.000 vaders Elterngeld, in 2018 waren de aantallen opgelopen tot 1,4 miljoen moeders en 433.000 vaders.